# 한국농수산대학교
한국농수산대학교(韓國農水産大學校, KOREA NATIONAL UNIVERSITY OF AGRICULTURE AND FISHERIES)는 농어업부문에 종사할 자에게 전문적인 지식과 기술을 교수·연마하여 이론과 실무능력을 고루 갖춘 전문 농어업경영인을 양성하는 사무를 관장하는 대한민국 농림축산식품부의 소속기관으로. 전북특별자치도 전주시에 있는 책임운영기관이다. 1995년 7월에 한국농업전문학교로 설립되었으며, 2009년 한국농수산대학으로 교명을 변경하였다.
2021년 11월11일 ’한국농수산대학교‘로 변경하기 위한 「한국농수산대학 설치법」개정안
(이원택 의원 대표발의)이 국회 본 회의를 통과하여 2022년 6월 1일부터 한국농수산대학교로 공식 교명이 변경되었다.
총장은 고위공무원단 가등급에 속하는 임기제공무원으로 보한다.
원래는 경기도 화성시 봉담읍 와우리에 있었으나 농촌진흥청을 비롯한 농업계 기관들의 전주 혁신도시 이전 계획에 따라, 약 12만 평의 부지에 1,700억 원의 예산을 들여 2015년 2월에 전북혁신도시로 이전하였다.

## 설치 근거 및 소관 업무

### 설치 근거
- 「한국농수산대학교 설치법」 제2조[2]

### 소관 업무
- 농수산업 전문경영인 양성을 위한 학생 등의 교육훈련
- 학생의 연수 및 졸업생의 영농·영어정착 지원
- 산학협력 교육훈련에 관한 사항

## 연혁
- 1995년 7월 한국농업전문학교·한국임업전문학교및한국수산전문학교설치령을 제정하여 농촌진흥청 소속으로 한국농업전문학교 설립
- 1997년 3월 개교
- 1999년 5월 농촌진흥청 기술연수과(성인교육)를 학교로 통합
- 2002년 10월 창업보육센터 개소
- 2003년 2월 설치령을 개정하여 교장의 명칭을 학장으로 변경
- 2004년 3월 산학협력단 설립
- 2007년 3월 한국농업대학으로 교명 변경
- 2008년 1월 책임운영기관으로 지정
- 2009년 10월 한국농수산대학 설치법으로 개정하여 농림수산식품부 소속의 한국농수산대학으로 교명 변경
- 2013년 3월 농림축산식품부 소속으로 변경
- 2015년 2월 전북혁신도시로 이전
- 2015년 7월 신청사 준공
- 2019년 3월 한국농수산대학발전기금재단법인 설립
- 2022년 6월 한국농수산대학교로 교명 변경

## 조직

### 총장
- 운영지원과[3]
- 교무처[4]
- 교학과[5]
- 기획조정과[6]

## 교육편제
한국농수산대학교는 5개 학부(작물‧산림, 원예, 축산, 농수산융합, 교양학부), 18개 전공으로 운영중이다.